# Balanza de torsión

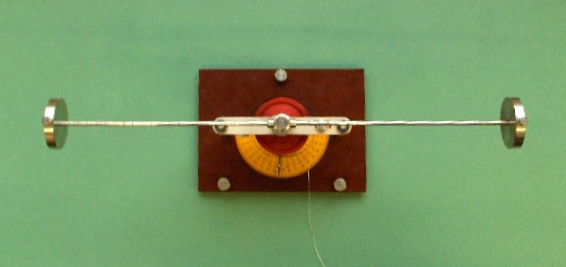
Péndulo de torsión.

La balanza de torsión, que tiene su fundamento en el péndulo de torsión, está constituida por un material elástico sometido a torsión (par torsor). Cuando se le aplica una torsión, el material reacciona con un par torsor contrario o recuperador. Fue diseñada originalmente por el geólogo británico John Michell, y mejorada por el químico y físico de la misma nacionalidad Henry Cavendish. El instrumento fue inventado de forma independiente por el físico francés Charles-Augustin de Coulomb en el año 1777, que lo empleó para medir la atracción eléctrica y magnética.

## Materiales que se pueden emplear
Los materiales más empleados como torsores suelen tener una forma alargada en forma de chapa, cable, barra, etc.
- Alambres de torsión se emplean en los relojes de péndulo de torsión.

- Barras de torsión (o sway bars) se emplean para dar soporte a los componentes de suspensión de los automóviles, permitiendo que estos componentes (que indirectamente se soportan sobre las ruedas) sean las responsables de amortiguar los movimientos verticales cuando se conduce un vehículo. El DMC DeLorean emplea barras a temperaturas criogénicas para asistir la apertura de las puertas.

## Usos y aplicaciones
La balanza de torsión fue creada en el año 1777, con el objeto de medir fuerzas débiles. Coulomb empleó la balanza para medir la fuerza electrostática entre dos cargas. Encontró que la fuerza electrostática entre dos cargas puntuales es directamente proporcional al producto de las magnitudes de las cargas eléctricas e inversamente al cuadrado de la distancia entre las cargas. Este descubrimiento se denominó Ley de Coulomb.
La balanza de torsión consiste en dos bolas de metal sujetas por los dos extremos de una barra suspendida por un cable, filamento o chapa delgada. Para medir la fuerza electrostática se puede poner una tercera bola cargada a una cierta distancia. Las dos bolas cargadas se repelen/atraen unas a otras, causando una torsión de un cierto ángulo. De esta forma se puede saber cuanta fuerza, en newtons, es requerida para torsionar la balanza un cierto ángulo. La balanza de torsión se empleó para definir inicialmente la unidad de carga electrostática y hoy en día se define como la carga que pasa por la sección de un cable cuando hay una corriente de un amperio durante un segundo de tiempo, la fórmula para hacer esto es: 1 C = 1 A·s. Un Coulomb representa una carga aproximada de 6.241506 x 1018 e, siendo "e" la cantidad de carga que posee un electrón.
Una balanza de torsión se empleó en el experimento de Cavendish realizado en 1798 para medir la densidad de la Tierra con la mayor precisión posible. Las balanzas de torsión se siguen empleando hoy en día en experimentos de física.